# Ciclotrone

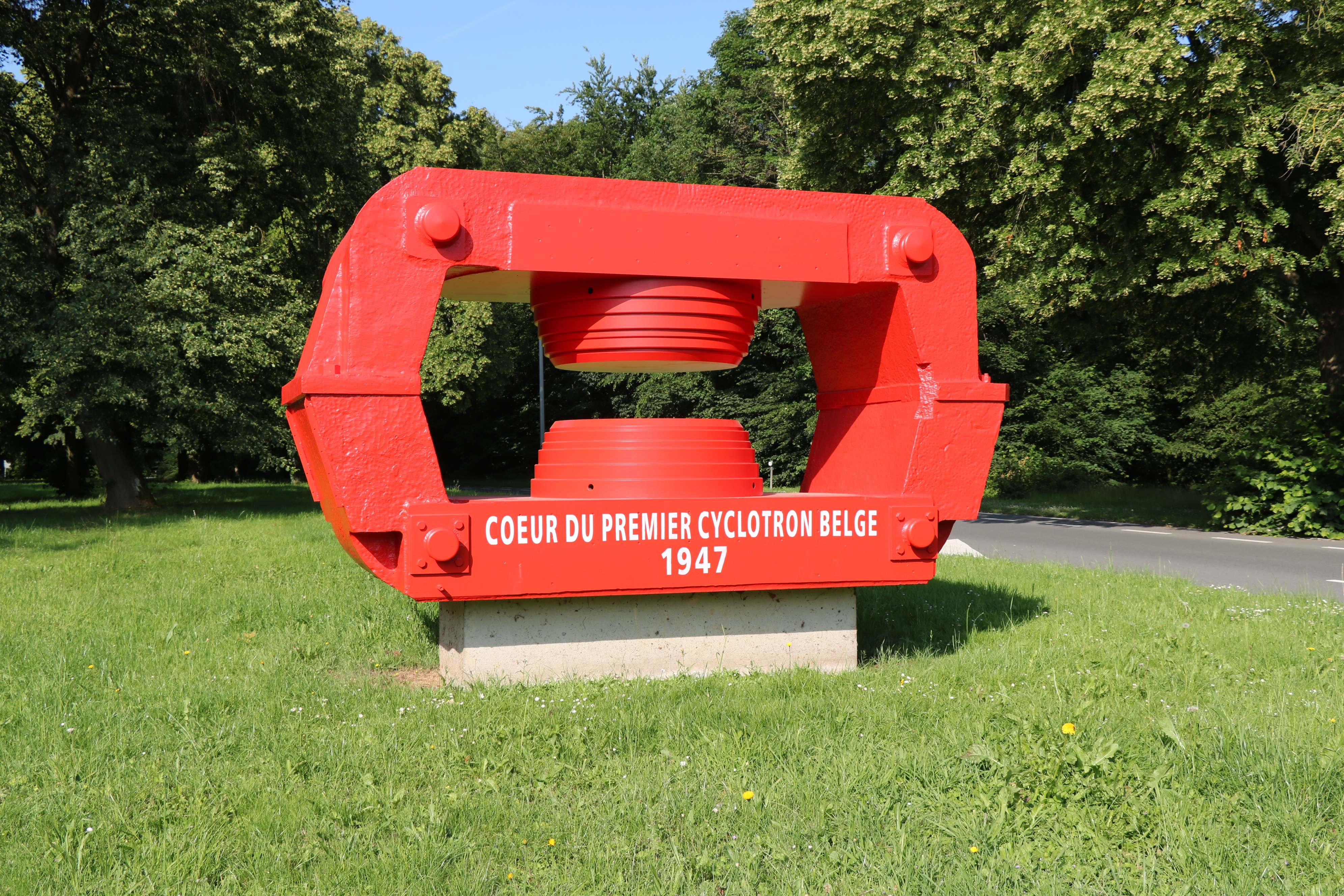
Magnete del primo ciclotrone belga (1947).

Un ciclotrone, o acceleratore circolare, è una macchina per accelerare fasci di particelle elettricamente cariche (in particolare, ioni leggeri) utilizzando un campo elettrico ad alta frequenza ed alta tensione in associazione con un campo magnetico perpendicolare al piano di movimento delle particelle cariche. 
Fu concepito il 27 gennaio 1930 e perfezionato nel 1932 dal fisico Ernest Orlando Lawrence, a cui nel 1934 venne rilasciato un brevetto per l'invenzione.
La macchina è impiegata ancora oggi in chimica nucleare per la produzione di isotopi radioattivi e in medicina, principalmente per il trattamento dei tumori. 
La traiettoria percorsa dalle particelle è a spirale a partire dal centro. Raggiunto il bordo esterno della macchina il fascio fuoriesce ad alta velocità, prossima alla velocità della luce.

## Funzionamento

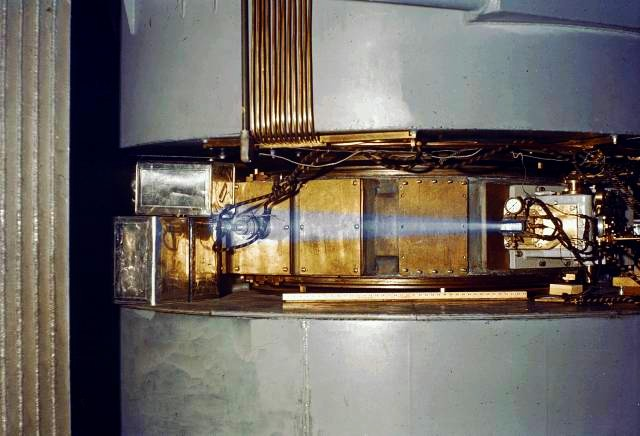
Un ciclotrone da 150 centimetri di diametro del 1939, da cui fuoriesce un fascio di particelle accelerate (protoni e deuteroni) che ionizzano l'aria provocando un bagliore azzurro.

Il principio sfruttato è la risonanza ionica ciclotronica. All'interno della camera a vuoto circolare sono presenti due elettrodi semicircolari cavi a forma di D. I due elettrodi sono come due gusci accostati per le aperture (la parte piatta della D). Questi elettrodi possono essere colpiti da particelle spurie che ne causano il riscaldamento e devono essere raffreddati mediante circolazione di acqua in appositi tubi. La camera è posta tra le espansioni polari di un potente magnete, in modo che il campo attraversi il piano su cui giacciono gli elettrodi.
Quando una particella viene introdotta tangenzialmente alla camera, ortogonalmente al campo magnetico, essa viene deviata e mantenuta su un'orbita circolare per effetto della forza di Lorentz. Nel vuoto la particella è libera di ruotare, ma, perdendo
lentamente energia (tutte le cariche elettriche, se accelerate, emettono fotoni, detti di Bremsstrahlung), percorre una traiettoria a spirale fino al centro.
Se ora viene applicata una opportuna differenza di potenziale alternata ad alta frequenza tra i due elettrodi, le particelle subiscono un'accelerazione ogni volta che passano nello spazio tra essi. Accelerando, il diametro dell'orbita aumenta, fino a quando il fascio non fuoriesce tangenzialmente dal bordo del dispositivo.

## Principio di funzionamento
La forza centripeta che trattiene le particelle nella traiettoria circolare è generata dal campo magnetico trasversale B per effetto della forza di Lorentz. L'entità della forza equivale a B q v, per cui:
{\displaystyle {\frac {m\cdot v^{2}}{r}}=B\cdot q\cdot v}
dove m è la massa della particella, q è la carica, v è la velocità e r è il raggio della traiettoria.
da cui:
{\displaystyle {\frac {v}{r}}={\frac {B\cdot q}{m}}}

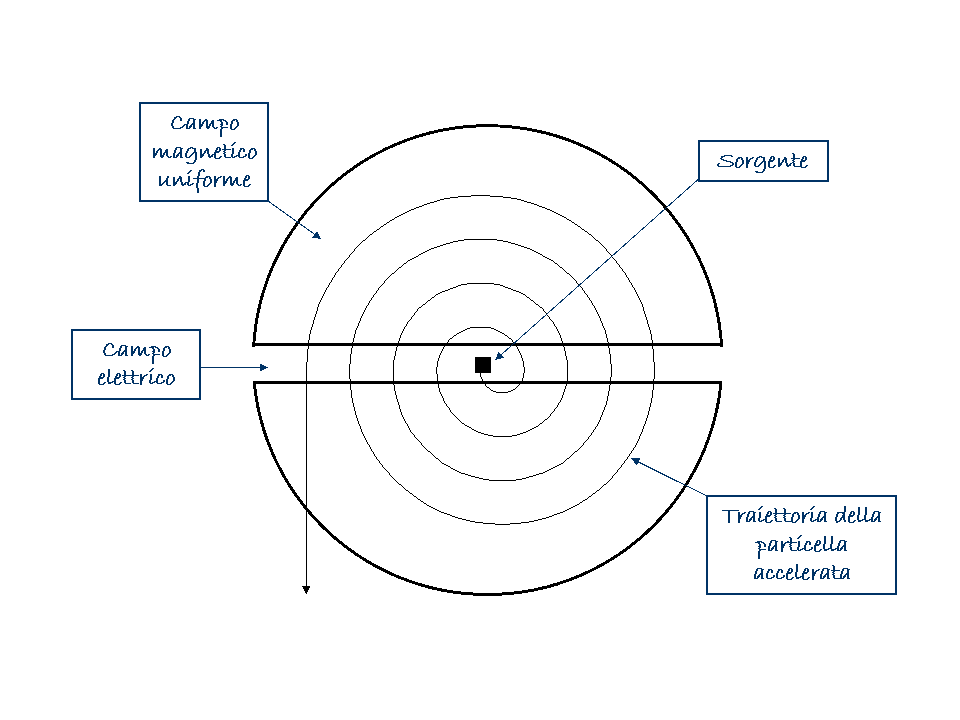
Schema di un ciclotrone.

poiché v/r equivale alla velocità angolare ω, si ha:
{\displaystyle \omega ={\frac {B\cdot q}{m}}}
la frequenza di rotazione è correlata alla velocità angolare secondo la relazione:
{\displaystyle f={\frac {\omega }{2\cdot \pi }}}
da cui, sostituendo ω, si ottiene:
{\displaystyle f={\frac {B\cdot q}{2\cdot m\cdot \pi }}}
Si può constatare che per una particella di massa costante la frequenza necessaria è indipendente dal raggio dell'orbita. Mentre il fascio si allarga a spirale la sua frequenza di rotazione non diminuisce, poiché la particella continua ad accelerare, percorrendo la maggiore lunghezza dell'orbita nello stesso tempo.

Quando la particella si avvicina alla velocità della luce la trattazione non relativistica esposta sopra non è più sufficiente, e questo richiede delle correzioni alla frequenza o all'intensità del campo magnetico.

## Vantaggi

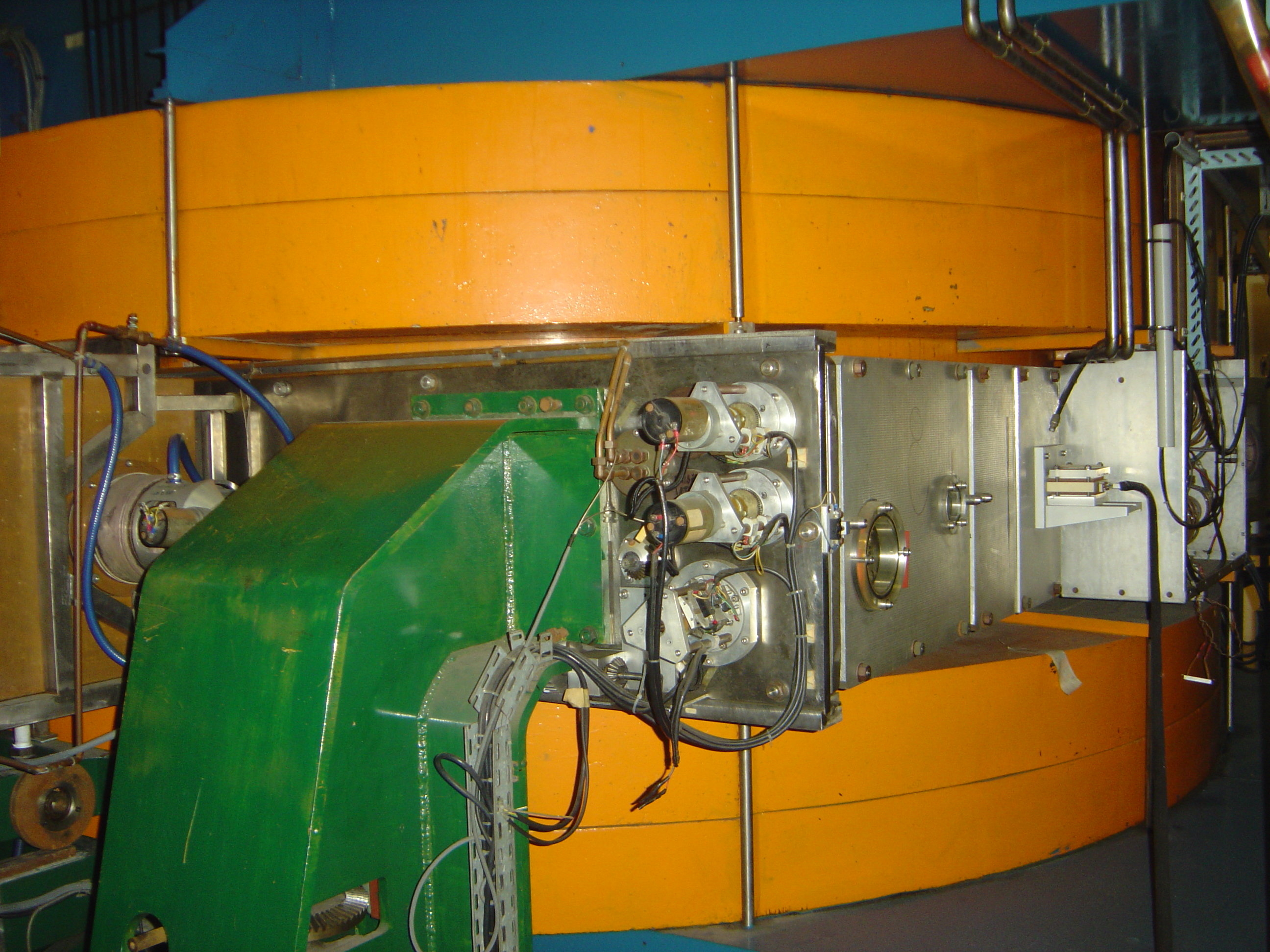
Il magnete di un sincrociclotrone in un centro di protonterapia ad Orsay

Il ciclotrone è stato progettato con l'intenzione di superare le limitazioni dell'acceleratore lineare. In questo dispositivo le particelle cariche sono accelerate in linea retta all'interno di un tubo a vuoto contenente una serie di elettrodi cilindrici. A questi elettrodi è applicato un potenziale elettrico alternato in modo che il potenziale successivo alla posizione delle particelle sia sempre attrattivo.
All'epoca non era possibile generare onde radio contemporaneamente ad alta frequenza ed alta potenza, per cui gli stadi di accelerazione dovevano essere spaziati tra loro (per avere il tempo di cambiare il potenziale dell'elettrodo prima dell'arrivo della particella) oppure erano necessari più stadi (per compensare la limitata potenza). Per ottenere energie elevate era necessario costruire acceleratori lunghi e oltre un certo limite troppo costosi. Successivamente gli acceleratori lineari poterono disporre di maggiore potenza, ma il ciclotrone è comunque più conveniente.
Anche il ciclotrone presenta alcuni limiti. Il maggiore acceleratore lineare operativo è lo Stanford Linear Accelerator (SLAC), lungo 3,2 km e molto più potente del più grande ciclotrone. Queste elevate prestazioni sono raggiunte anche grazie all'utilizzo di generatori di alta frequenza ad alta potenza, i klystron.

Poiché il ciclotrone accelera le particelle su un percorso circolare, è possibile ottenere lunghi percorsi in poco spazio e può essere alimentato con un unico e relativamente economico sistema elettronico.

## Limiti
Nonostante i significativi miglioramenti raggiunti nel tempo, la struttura del dispositivo ne limita la convenienza economica per potenze molto elevate. Il problema principale è che, per ottenere energie elevate, è necessario incrementare il diametro del tubo, quindi della camera a vuoto, del magnete e dell'intensità del campo prodotto da questo.
Questo limite è stato superato con l'invenzione del sincrociclotrone che risolve i problemi causati dagli effetti relativistici e dal sincrotrone che supera il problema della limitatezza del campo magnetico e della dimensione del ciclotrone.

## Tecnologie derivate
Il moto spiraleggiante degli elettroni in una camera a vuoto in un campo magnetico è impiegato
anche nel magnetron, un dispositivo usato per generare microonde.
Nel sincrotrone le particelle sono fatte correre su una traiettoria di raggio costante, permettendo di realizzare una macchina a forma di tubo (più precisamente toroidale) di grandi dimensioni, più pratica del ciclotrone.